# إرنست بارثل
إرنست بارثل (بالألمانية: Ernst Barthel)‏ (و. 1890 – 1953 م) هو رياضياتي، وفيلسوف ألماني، ولد في ستشيلتيغهيم، توفي في أوبركيرش، عن عمر يناهز 63 عاماً.

## روابط خارجية
- إرنست بارثل على موقع مونزينجر (الألمانية)